# Cantó de Nanterre-Sud-Oest
El cantó de Nanterre-Sud-Oest és un antic cantó francès del departament dels Alts del Sena, que estava situat al districte de Nanterre. Comptava amb part del municipi de Nanterre.
Al 2015 va desaparèixer i el seu territori es va repartir entre el cantó de Nanterre-1 i el cantó de Nanterre-2.

## Municipis
- Nanterre (part)

## Història
| Data d'elecció                           | Identitat          | Partit | Qualitat |
| ---------------------------------------- | ------------------ | ------ | -------- |
| 1967-1979                                | Jean Baillet       | PCF    |          |
| 1979-1992                                | Yves Saudmont      | PCF    |          |
| 1992-1998                                | Florent Montillot  | UDF    |          |
| 1998-2004                                | Michel Duffour     | PCF    |          |
| 2004-                                    | Marie-Claude Garel | PCF    |          |
| les dades anteriors no són pas conegudes |                    |        |          |
|                                          |                    |        |          |

## Demografia
| A partir de 1990: Població sense dobles comptes |